# Timok
Timok (cirilica: Тимок) je reka v vzhodni Srbiji. Je razvejan sistem rek z istim imenom, ki se med seboj ločijo po pridevnikih: Crni Timok, Beli Timok, Svrljiški Timok, Trgoviški Timok, Veliki Timok. Od najbolj oddaljenega izvira do izliva Velikega Timoka v Donavo je dolga 202 kilometra. Zadnjih 15 kilometrov tvori državno mejo med Srbijo in Bolgarijo.

## Tok
Svrljiški Timok (64 km) nastaja ob vznožju Svrljiških planin z zlivanjem rečic Turija, Manojlička reka in Viševska (Okoliška) reka. Sprva teče po plodni dolini proti severozahodu, prečka mesto Svrljig, nato se obrne proti severovzhodu in se prebija skozi Svrljiško sotesko. Trgoviški Timok (50 km) izvira na Stari planini na severozahodnem pobočju Midžora. V mestu Knjaževac se Trgoviški in Svrljiški Timok združita in tvorita Beli Timok (51 km), ki teče naprej proti severu.
Pri Zaječarju se v Beli Timok izlije Crni Timok (84 km), ki priteka z zahoda izpod Kučajskih planin. S tem se začne sorazmerno vijugasti tok Velikega Timoka, dolgega 88 kilometrov. Okoli 15 kilometrov pred izlivom Timok postane mejna reka in teče mimo bolgarskih mest Bregovo in Balej; na srbski strani ob reki ni večjih naselij, okoli deset kilometrov vstran pa leži Negotin. Izliv Timoka v Donavo je najsevernejša točka Bolgarije, z okoli 30 metri nadmorske višine pa tudi najnižja kota Srbije.

## Pomen
Pri vasi Čokonjar na Velikem Timoku od leta 1948 obratuje mala hidroelektrarna Sokolovica z nazivno močjo 5,2 MW.
V zadnjih desetletjih reko in njene pritoke, zlasti Borsko reko, močno onesnažujeta rudarstvo in metalurška industrija Borskega bazena, odpadne vode Knjaževca, Zaječarja in Bora pa povzročajo tudi organsko onesnaženje.
Skozi dolino reke potekata magistralna cesta in železniška proga Niš–Prahovo.